# Original Soundtrack: The Bodyguard Album
The Bodyguard Album  (Tjelohranitelj), je filmska glazba iz istoimenog filma objavljena 17. studenog 1992. godine od izdavačke kuće Arista Records.
Materijal se sastoji od 12 skladbi, šest izvodi Whitney Houston, a ostale razni izvođači u različito vrijeme. Koprodukciju albuma radili su zajedno Whitney Houston i Clive Davis. Nakon što je objavljen bio je prvi album koji je u samo tjedan dana prodan u više od milijun primjeraka. Album je kasnije osvojio nagradu Grammy u kategoriji albuma godine, a od američke glazbene industrije Recording Industry Association of America 1. studenog 1999. godine dobiva certifikat 17x platinasti, radi prodanih 17 milijuna primjeraka u Sjedinjenim Državama, što je službeno i najveća prodaja zvučnog zapisa u SAD-u. Također je i peti najbolje prodavani album u svijetu s prodanih 42 milijuna primjeraka, te najbolja prodaja zvučnog zapisa svih vremena u svijetu.

## Povijest produkcije
U samom početku Whitney Houston je na projektu radila kao izvršni producent. Rezultat toga bio je da je ona imala potpunu kontrolu nad zvučnim zapisom. Houston je snimila skladbu "What Becomes of the Broken Hearted", međutim kako je snimanje filma išlo dalje pokazala se potreba da se pronađe skladba za završnu scenu. Kevin Costner bio je obožavatelj country pjevačice Dolly Parton, te je odabrana njezina skladba "I Will Always Love You", po kojoj je kasnije album postao najpoznatiji. Iako je Houston bila pitana da za snimanje materijala koristi studijski sastav, ona je to odbila i insistirala je na koncertnoj skupini koja ju je pratila na turnejama. Whitney Houston također je dozvoljeno da po prvi puta uključi i neke gospel skladbe na album, te je zajedno s Bebe Winans aranžirala, producirala i otpjevala skladbu "Jesus Loves Me".

## Osvrti na album
Album je najpoznatiji po cover skladbi "I Will Always Love You" koju je otpjevala Whitney Houston, a izvorno je napisana i snimljena od country pjevačice Dolly Parton. Skladba je postala vrlo popularna na R&B, Adult Contemporary i Soul radio postajama, te se također smatra Houstoninim zaštitnim znakom. Singl je bio 14 tjedana #1 na Bilbordovoj Hot 100 top ljestvici, te je pomogao da se album zadrži 20 tjedana na #1 Billboardovoj top 200 ljestvici albuma. Album također sadrži velike uspješnice: "I Have Nothing", "I'm Every Woman" (Chaka Khan cover), "Run to You", i "Queen of the Night", koje je otpjevala Houston.
Dvije skladbe "Run to You" i "I Have Nothing" bile su nominirane za nagradu "Academy Award", za najbolju originalnu skladbu, ali je nagradu dobila skladba "A Whole New World" iz animiranog filma Aladdin. Ostale nominirane skladbe bile su "Friend Like Me" iz filma Aladdin i "Beautiful Maria of My Soul" iz filma The Mambo Kings. Ove dvije skladbe bile su također nominirane za nagradu Grammy u kategoriji najbolja skladba napisana za film ili televiziju.

## Popis pjesama
| 1.    | »"I Will Always Love You"«                                 | Whitney Houston, (Dolly Parton)                                                            | 4:31 |
| 2.    | »"I Have Nothing"«                                         | (David Foster, Linda Thompson)                                                             | 4:48 |
| 3.    | »"I'm Every Woman"«                                        | Whitney Houston, (Ashford & Simpson)                                                       | 4:45 |
| 4.    | »"Run to You"«                                             | Whitney Houston, (Friedman/Rich)                                                           | 4:22 |
| 5.    | »"Queen of the Night"«                                     | Whitney Houston, (Kenneth "Babyface" Edmonds, Houston, Antonio "L.A." Reid, Daryl Simmons) | 3:08 |
| 6.    | »"Jesus Loves Me"«                                         | Whitney Houston (Caldwell, BeBe Winans)                                                    | 5:11 |
| 7.    | »"Even If My Heart Would Break"«                           | Kenny G zajedno s Aaronom Nevilleom (Golde, Adrian Gurvitz)                                | 4:58 |
| 8.    | »"Someday (I'm Coming Back)"«                              | Lisa Stansfield (Devaney, Morris, Stansfield)                                              | 4:57 |
| 9.    | »"It's Gonna Be A Lovely Day"«                             | The S.O.U.L. S.Y.S.T.E.M. (Clivillés, Cole, Never, Scarborough, Visage, Withers)           | 4:47 |
| 10.   | »"(What's So Funny 'Bout) Peace, Love, and Understanding"« | Curtis Stigers (Lowe)                                                                      | 4:04 |
| 11.   | »"Theme from The Bodyguard"«                               | Alan Silvestri (Silvestri)                                                                 | 4:54 |
| 12.   | »"Trust in Me"«                                            | Joe Cocker zajedno sa Sassom Jordanom (Beghe, Midnight, Swersky)                           | 4:12 |
| 74:33 |                                                            |                                                                                            |      |

## Certifikat
- Sjedinjene Države: 17.000.000 / 17x Platinasti (Dijamantski)[3]
- Velika Britanija: 2.100.000 / 7x Platinasti[4]
- Kanada: 1.000.000 / 10x Platinasti (Dijamantski)[5]
- Njemačka: 1.500.000 / Dijamantski
- Francuska: 1.250.000 / Dijamantski
- Japan: 1.800.000 / Dijamantski
- Brazil: 1.100.000 / 2x Dijamantski
- Koreja: 1.100.000 / Diamond

## Top ljestvice
Album
| Ljestvica (1992./1993.)       | Pozicija |
| ----------------------------- | -------- |
| Billboard 200                 | 1        |
| Top R&B/Hip-Hop albumi        | 1        |
| Australijska ljestvica albuma | 1        |

Singlovi
| Godina | Singl                        | Izvođač               | Ljestvica                          | Pozicija |
| ------ | ---------------------------- | --------------------- | ---------------------------------- | -------- |
| 1992.  | "I Will Always Love You"     | Whitney Houston       | Adult Contemporary                 | 1        |
| 1992.  | "I Will Always Love You"     | Whitney Houston       | Hot R&B/Hip-Hop Singles & Tracks   | 1        |
| 1992.  | "I Will Always Love You"     | Whitney Houston       | Top 40 Mainstream                  | 1        |
| 1992.  | "I Will Always Love You"     | Whitney Houston       | The Billboard Hot 100              | 1        |
| 1992.  | "I Will Always Love You"     | Whitney Houston       | UK ljestvica singlova              | 1        |
| 1993.  | "I Have Nothing"             | Whitney Houston       | Adult Contemporary                 | 1        |
| 1993.  | "I Have Nothing"             | Whitney Houston       | Hot R&B/Hip-Hop Singles & Tracks   | 4        |
| 1993.  | "I Have Nothing"             | Whitney Houston       | Rhythmic Top 40                    | 5        |
| 1993.  | "I Have Nothing"             | Whitney Houston       | The Billboard Hot 100              | 4        |
| 1993.  | "I Have Nothing"             | Whitney Houston       | UK ljestvica singlova              | 3        |
| 1993.  | "I'm Every Woman"            | Whitney Houston       | The Billboard Hot 100              | 4        |
| 1993.  | "I'm Every Woman"            | Whitney Houston       | Adult Contemporary                 | 26       |
| 1993.  | "I'm Every Woman"            | Whitney Houston       | Hot R&B/Hip-Hop Singles & Tracks   | 4        |
| 1993.  | "I'm Every Woman"            | Whitney Houston       | Top 40 Mainstream                  | 3        |
| 1993.  | "I'm Every Woman"            | Whitney Houston       | Hot Dance Music/Club Play          | 1        |
| 1993.  | "I'm Every Woman"            | Whitney Houston       | Hot Dance Music/Maxi-Singles Sales | 1        |
| 1993.  | "I'm Every Woman"            | Whitney Houston       | UK ljestvica singlova              | 4        |
| 1993.  | "Queen of the Night"         | Whitney Houston       | Hot Dance Music/Club Play          | 1        |
| 1993.  | "Queen of the Night"         | Whitney Houston       | Top 40 Mainstream                  | 17       |
| 1993.  | "Queen of the Night"         | Whitney Houston       | UK ljestvica singlova              | 14       |
| 1993.  | "Run to You"                 | Whitney Houston       | Adult Contemporary                 | 10       |
| 1993.  | "Run to You"                 | Whitney Houston       | Hot R&B/Hip-Hop Singles & Tracks   | 31       |
| 1993.  | "Run to You"                 | Whitney Houston       | Top 40 Mainstream                  | 32       |
| 1993.  | "Run to You"                 | Whitney Houston       | The Billboard Hot 100              | 31       |
| 1993.  | "Run to You"                 | Whitney Houston       | UK ljestvica singlova              | 15       |
| 1993.  | "Someday (I'm Coming Back)"  | Lisa Stansfield       | UK ljestvica singlova              | 10       |
| 1993.  | "It's Gonna Be a Lovely Day" | S.O.U.L. S.Y.S.T.E.M. | The Billboard Hot 100              | 34       |
| 1993.  | "It's Gonna Be a Lovely Day" | S.O.U.L. S.Y.S.T.E.M. | Hot Dance Music/Club Play          | 1        |
| 1993.  | "It's Gonna Be a Lovely Day" | S.O.U.L. S.Y.S.T.E.M. | UK ljestvica singlova              | 17       |

## Vanjske poveznice
- Allmusic - Recenzija albuma